# NGC 7789
NGC 7789 je otvoreni skup u zviježđu Kasiopeje. Otkrila ga je Caroline Herschel 1783. godine. Njezin brat, William Herschel, uključio je skup u svoj katalog kao H VI.30.

## Astronomska promatranja
NGC 7789 je jedan od najpopularnijih otvorenih skupova izvan Messierova kataloga. Relativno se lako pronalazi, s obzirom na to da je vrlo blizu poznatog kasiopejinog asterizma u obliku slova “W”. Skup je već u dalekozoru lako uočljiv kao svijetla mrlja, dok je u teleskopu već na malim povećanjima moguće uočiti desetke zvijezda međusobno slična sjaja.